# Lysibia nana
Lysibia nana — вид паразитичних ос родини іхневмонід (Ichneumonidae). Вид є гіперпаразитоїдом паразитоїдних ос з родини браконід.

## Спосіб життя
Дорослі комахи живляться нектаром квітів. Яйця відкладає у личинки Cotesia rubecula та Cotesia glomerata, які у свою чергу паразитують у гусеницях білана ріпакового та білана капустяного.